# Džoni Mandić
Pas d'image ? Cliquez ici

a Compétitions nationales et continentales officielles uniquement.

b Matchs officiels uniquement.
Dernière mise à jour le 24 octobre 2012.
Džoni Mandić, né le 6 septembre 1966 à Zenica (Yougoslavie), est un joueur bosnien de rugby à XV évoluant au poste de troisième ligne centre.

## Biographie
Džoni Mandić joue avec l'équipe du CO Creusot lors des saisons 1989-1990 et 1990-1991, puis il s'engage avec le FC Grenoble. 
Il fait partie de l'équipe des Mammouths de Grenoble qui est vice-champion de France 1993, défait 14 à 11 par le Castres olympique sur une erreur d'arbitrage, dans une finale considérée comme l'un des plus gros scandales du rugby français.
Puis, il joue respectivement pour le Montpellier RC de 1993 à 1995 et le RRC Nice où il termine sa carrière en 1999,. Il devient ensuite entraîneur du Cercle sportif lédonien,.

## Palmarès
- Championnat de France de première division :
  - Vice-champion (1) : 1993[7] avec le FC Grenoble[8]
  - Demi-finaliste (1) : 1992 avec le FC Grenoble